# Cantó de Zúric
Zúric (alemany Zürich) és un cantó del nord de Suïssa.
La seva capital és Zúric. Esta format per una part del altiplà suís nord-oriental, i s'estén des del llac Zúric fins a la frontera alemanya. Te una superfície de 672 h/km² sent la segona àrea de Suïssa mes poblada després de Ginebra. La població és de llengua alemanya.